# Andrea Zeeb-Lanz
Andrea Zeeb-Lanz, geborene Zeeb, (* 18. Oktober 1960 in Bad Bevensen) ist eine deutsche Prähistorikerin.

## Biographie
Nach Erwerb der Hochschulreife begann Andrea Zeeb im Jahre 1980 mit dem Studium der Klassischen Archäologie, der Alten Geschichte und der Ur- und Frühgeschichte an der Freien Universität Berlin. Nach der Zwischenprüfung in allen drei Fächern wechselte sie 1983 an die Ruprecht-Karls-Universität Heidelberg, wo sie ihre begonnenen Studienfächer weiterführte. Sie beendete vorläufig ihr Studium im Jahr 1985 und trat in Frankfurt am Main an der Frankfurter Sparkasse eine Ausbildung zur Bankkauffrau an, die sie 1987 nach der ersten Prüfung beendete. Es folgte 1987 eine Wiederaufnahme der universitären Ausbildung mit dem Hauptfach Vor- und Frühgeschichte und  den Nebenfächern Klassische Archäologie und Provinzialrömische Archäologie an der Universität Frankfurt. Am 27. Mai 1991 erwarb sie dort ihren Magister Artium in Vor- und Frühgeschichte unter der Betreuung von Jens Lüning, der sie von 1993 bis 1995 auch in ihrem Doktorandenstipendium, gefördert durch die  Studienstiftung des Deutschen Volkes, als Doktorvater weiterhin wissenschaftlich begleitete. Am 25. Juni 1997 wurde Andrea Zeeb-Lanz promoviert.
Vom August 1991 bis Ende September 1993 hatte sie die Ausgrabungsleitungen an mehreren archäologischen Fundplätzen inne, so in Hochstadt bei der Ausgrabung einer bronzezeitlichen Siedlung und in Ober-Eschbach bei der Ausgrabung und nachfolgenden Präsentation der teilrestaurierten Grundmauern einer römischen villa rustica. Danach wurde sie für zehn Monate von der Stadt Nördlingen als Grabungsleiterin der großen vorgeschichtlichen Siedlungsfläche von Nördlingen-Baldingen angestellt, wo neben einer bandkeramischen Siedlung auch ein hallstattzeitlicher Herrensitz und ein römisches Brandgräberfeld auszugraben waren. Auf dem Goldberg im Ries untersuchte sie 1993 im Auftrag des Landesamtes für Denkmalpflege Baden-Württemberg eisenzeitliche Siedlungsspuren.
Nach ihrer Promotion war sie vom 1. Oktober 1997 bis zum 31. Dezember 1997 als wissenschaftliche Angestellte am Landesamt für Archäologie Sachsen in Dresden  in der Fundinventarisation (Schnellinventarisation von Einzelfunden in Sachsen) beschäftigt.  Zum 1. Januar 1998 wurde sie Referentin für Denkmalinventarisation am selben Amt. Sie kündigte diese Stelle zum 30. Juni 2001, um zum 17. August 2001 ans Landesamt für Denkmalpflege Rheinland-Pfalz, Abt. Archäologische Denkmalpflege an der Außenstelle Speyer, als wissenschaftliche Angestellte (Arbeitsbereich: archäologisches Gebietsreferat) zu wechseln. Am 1. Januar 2002 wurde sie zur Konservatorin und Fachreferentin für Vorgeschichte am selben Amt ernannt. Diese Stelle hatte sie bis 2016 auch bei der 2008 ins Leben gerufenen Nachfolgeorganisation des Landesamtes, der Generaldirektion Kulturelles Erbe Rheinland-Pfalz in der Direktion Landesarchäologie, Außenstelle Speyer, inne. Seit April 2016 ist die Archäologin nicht mehr Mitarbeiterin bei der Außenstelle Speyer, sondern mit einem Forschungsauftrag zum Neolithikum in Rheinland-Pfalz direkt dem Landesarchäologen unterstellt. Andrea Zeeb-Lanz initiierte und leitete von 2004 bis 2012 das DFG-Projekt Steinzeit-Ritualort Herxheim (Grabenanlage von Herxheim bei Landau) und hat die ersten beiden Bände der Forschungspublikation zu diesem außergewöhnlichen Fundort herausgegeben. Ein weiterer Schwerpunkt ihrer Forschungsarbeit waren Ausgrabungen und Forschungen auf dem spätkeltischen Oppidum auf dem Donnersberg in der Nordpfalz, wo sie mit finanzieller Förderung der EU (LEADER-Projekt Donnersberger und Lauterer Land) von 2009 bis 2011 drei Grabungskampagnen im Bereich der spätkeltischen Mauern und einer Viereckschanze im Innenbereich des Oppidums und seiner Wallanlagen durchführte.
Seit 2004 ist Andrea Zeeb-Lanz in ihrer Freizeit Gastdozentin für europäisches Neolithikum an der Ruprecht-Karls-Universität Heidelberg am Institut für Ur- und Frühgeschichte und Vorderasiatische Archäologie.
Seit 2004 ist Andrea Zeeb-Lanz Vorstandsmitglied des West- und Süddeutschen Altertumsverbandes. Sie fungiert außerdem seit 2002 als Vertreterin aller Sprecher der Arbeitsgemeinschaften bei den Altertumsverbänden und im Deutschen Verband für Archäologie (DVA) und ist außerordentliches Mitglied des wissenschaftlichen Beirates des Deutschen Verbandes für Archäologie (DVA).
Andrea Zeeb-Lanz ist 2. Vorsitzende des Vereins „Keltenwelten. Keltische Stätten in Deutschland e.V.“
2012 wurde sie vom Bezirksverband Pfalz des Deutschen Journalisten-Verbandes mit der „Goldenen Zeile“ ausgezeichnet.
Andrea Zeeb ist verheiratet.

## Veröffentlichungen (Auswahl)
- Die Hausbefunde der frühjungneolithischen Siedlung von Nördlingen-Baldingen im Nördlinger Ries. Verlag Dr. Faustus, Büchenbach 1994, ISBN 3-9803996-1-3 (Magisterarbeit).
- Die Goldberg-Gruppe im frühen Jungneolithikum Südwestdeutschlands. Ein Beitrag zur Keramik der Schulterbandgruppen. Habelt, Bonn 1998, ISBN 3-7749-2874-6 (Dissertation).
- Le Rubané du Palatinat. Aperçu général et sites particuliers. Actes du XXVIe congrès préhistorique de France – Avignon, 21-25 septembre 2004. CONGRÈS DU CENTENAIRE: Un siècle de construction du discours scientifique en Préhistoire (Avignon 2007) 375-386.
- Spannende Geschichte(n) rund um die ersten Ackerbauern in der Pfalz. Referate der Tagung des Historischen Vereins der Pfalz. Die ersten Ackerbauern in der Pfalz in der Jungsteinzeit in Herxheim bei Landau am 26. und 27. Oktober 2012 (PDF: 3,1 MB auf hist-verein-pfalz.de).
- mit Andy Reymann: Löwenmenschen und Schamanen. Magie in der Vorgeschichte. wbg Theiss, Darmstadt 2019, ISBN 978-3-8062-3989-8.
- (Hrsg.): Krisen – Kulturwandel – Kontinuitäten. Zum Ende der Bandkeramik in Mitteleuropa. Beiträge der Internationalen Tagung in Herxheim bei Landau (Pfalz) vom 14.–17. 06. 2007. Verlag Marie Leidorf, Rahden/Westfalen 2009, ISBN 978-3-89646-440-8.
- Conveying Archaeology to the Public via Television – The Experience “Herxheim goes National Geographic TV”. The European Archaeologist 34, 2010, 8–15.
- Herxheim bei Landau (Pfalz): einzigartiger Schauplatz jungsteinzeitlicher Zerstörungsrituale mit Menschenopfern / Herxheim près de Landau (Palatinat): Théâtre extraordinaire des rituels de destruction avec sacrifices humains. In: M. Koch (Hrsg.), Archäologentage Otzenhausen Band 3, 2016. Beiträge der Internationalen Tagung zur Archäologie in der Großregion in der Europäischen Akademie Otzenhausen, 14.–17. April 2016 (Nonnweiler 2017) 101–122.
- Kannibalismus in Herxheim? Kontroverse Betrachtungen zu einem faszinierenden Fundort der Jungsteinzeit. Bayerische Archäologie 2/2018, 27–38.
- (Hrsg.): Ritualised Destruction in the Early Neolithic – The Exceptional Site of Herxheim (Palatinate, Germany) (= Forschungen zur pfälzischen Archäologie Band 8.1), Speyer 2016, ISBN 978-3-936113-09-9.
- (Hrsg.): Ritualised Destruction in the Early Neolithic – The Exceptional Site of Herxheim (Palatinate, Germany) (= Forschungen zur pfälzischen Archäologie Band 8.2), Speyer 2019, ISBN 978-3-936113-15-0.
- mit Fabian Haack: Ritual und Gewalt in Herxheim. In: H. Meller, R. Risch, K. W. Alt, F. Bertemes, R. Micó (Hrsg.), Rituelle Gewalt – Rituale der Gewalt. 12. Mitteldeutscher Archäologentag vom 10.–12. Oktober 2019 in Halle (Saale). Tagungen des Landesmuseums Halle 22/I (Halle [Saale] 2020) 181–196.
- mit Fabian Haack, Silja Bauer: Menschenopfer – Zerstörungsrituale mit Kannibalismus – Schädelkult: Die aussergewöhnliche Bandkeramische Anlage von Herxheim in der Südpfalz. ( auf projekt-herxheim.de)
- Kannibalismus in Herxheim. In: Biologie in unserer Zeit 44 (3), 2014, S. 172–180 ( auf researchgate.net)
- Der Donnersberg. Eine bedeutende spätkeltische Stadtanlage. Archäologische Denkmäler in der Pfalz Bd. 2 (Speyer 2008).
- Das keltische Oppidum auf dem Donnersberg (Donnersbergkreis, Rheinland-Pfalz). Die Mauern der spätkeltischen Stadtanlage und neue Erkenntnisse zum sog. Schlackenwall. In: S. Fichtl (dir.), Murus celticus. Architecture et fonctions des remparts de l´âge du Fer. Actes de la table ronde à Glux-en-Glenne les 11 et 12 octobre 2006. Coll. Bibracte 19 (Bibracte 2010) 229–242.
- Neue Erkenntnisse zu Mauerarchitektur und Bauorganisation des keltischen Oppidums auf dem Donnersberg (Donnersbergkreis, Rheinland-Pfalz). In: M. Schönfelder/S. Sievers(Hrsg.), Die Eisenzeit zwischen Champagne und Rheintal. 34. internationales Kolloquium der Association Française pour l’Étude de l’âge du Fer vom 13. bis zum 16. Mai 2010 in Aschaffenburg (Mainz 2012) 217–240.